# Thaler
Pour les articles homonymes, voir Thaler (homonymie).
Le thaler (parfois écrit taler ou talir) est une ancienne pièce de monnaie en argent apparue au début du XVIe siècle, et qui circule d'abord en Europe puis dans le reste du monde pendant près de quatre cents ans. Sa taille et son poids, relativement importants, varient quelque peu au fil du temps, et sa popularité initiale reste liée, d'une part, au développement des mines d'argent exploitées sur les terres du Saint-Empire romain germanique, et d'autre part, à la puissance de l'Empire colonial espagnol.
Devenu monnaie de compte sous Charles Quint, le thaler a exercé un grand impact sur l'économie mondiale aux XVIIe et XVIIIe siècles. Il était l'unité monétaire des pays germaniques jusqu'au XIXe siècle et est considéré comme l'ancêtre du dollar américain.

## Origine du mot

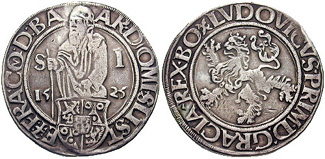
Joachimsthaler frappé en 1525 par le comte Stephan Schlick, sous le règne du roi Louis II de Hongrie et de Bohême (cet exemplaire pèse 28,58 g d'argent).

Le mot thaler est l'aphérèse du toponyme Joachimsthaler (ou Jochenthaler), lequel désignait le vallon (thal) où se trouvait le village de Sankt-Joachimsthal en Bohême (aujourd'hui Jáchymov en République tchèque). D'importants filons d'argent y furent découverts à partir du milieu du Moyen Âge et des mines furent alors exploitées. Dès 1518, sous l'égide du comte Stephan Schlick (1487 – 1526), on appela Joachimsthaler les pièces titrant 25.985 g d'argent fin produites dans cette région. Avec l'usage, le mot thaler s'appliqua à toutes les pièces de format approchant. En français, dès le XVIIe siècle, le mot joachimsthaler, francisé, devient le mot « jocondale ».
L'étymologie atteste que le mot thaler engendra le mot dollar, dès la fin du XVIIe siècle . D'abord au nord, sur la Côte est, à partir du comptoir néerlandais de La Nouvelle-Amsterdam où circule le leeuwendaalder (thaler néerlandais au lion, ou rijksdaalder), et puis au sud, où la présence espagnole impacte avec l'usage de la pièce de huit (real de a ocho) et enfin au centre, où les colonies britanniques acceptent de troquer ces différentes monnaies qu'ils appellent le spanish dollar, sans compter d'importants trafics et la présence de marchands allemands et suédois, utilisant eux aussi le thaler. Toutes ces monnaies pèsent à peu près le même poids d'argent, 25 à 26 g, et serviront dans les années 1770-1780 d'étalon-argent de référence au Congrès américain, avant les premières frappes en dollar américain.

## Histoire du thaler
L'histoire du thaler est complexe et prend sa source au cœur du Moyen Âge. Après la disparition du système monétaire mis en place par les Romains, il n'existait plus vraiment d'unité financière, mais les Carolingiens, qui héritèrent du système livre / sou / denier (en latin : libra / solidus / denarius), tentèrent d'imposer différents formats or et argent. Ces atermoiements monétaires s'expliquent par les variations de la masse de métaux précieux utilisée au gré des échanges internationaux, en particulier des importations d'épices et d'étoffes en Europe. L'effet de ces transactions sur les stocks disponibles d'or et d'argent sera à l'origine des différentes réformes monétaires, qui modifieront le cours de l'argent par rapport à l'or.
Face aux systèmes monétaires distincts élaborés par  Gênes, Venise ou Florence, qui reposaient en grande partie sur l'or, le recours généralisé au thaler en argent, de taille et de masse constante (entre 28 et 32 g) permit de limiter les opérations de conversion et donc de faciliter les échanges. Le territoire d'expansion du thaler fut le Saint-Empire romain germanique, qui servait originellement de passerelle pour les transactions entre, d'une part, l'Europe du Nord et l'Angleterre, et, d'autre part, le sud de l'Europe, avec l'Italie reliant l'Orient et le Portugal, l'Afrique. La France resta quelque peu hermétique au thaler, mais en apparence seulement, puisqu'elle créa l'écu d'argent. L'attrait de l'argent métal se trouva renforcé par la « fièvre » qui s'empara du centre de l'Europe à partir de 1290 quand d'énormes quantités d'argent natif furent extraites des mines de Bohême. Les différents États rattachés au Saint-Empire disposèrent alors de quantités suffisantes d'argent métal pour leurs transactions courantes.

### Évolution des formats du thaler

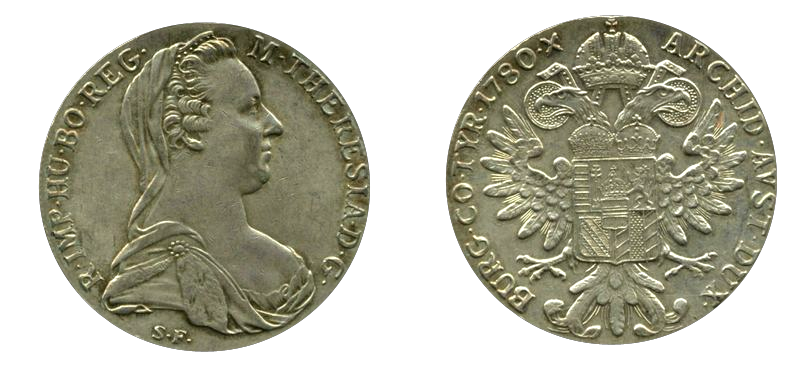
Le thaler de Marie-Thérèse (MTT), sans doute le plus célèbre car il fut ensuite frappé durant le XIXe siècle et le XX, toujours au même millésime (1780).

La problématique des formats dépend du système des poids en vigueur à cette époque. Pour simplifier, nous dirons que le référent était l'once troy égale au douzième de la livre de troy (d'après la ville de Troyes) et correspondait à une masse de 31,1034768 g, soit une livre = 12 onces = 373,2417216 g d'argent fin. Cette « livre » n'était applicable qu'aux métaux précieux destinés aux monnaies, et n'a rien à voir avec la livre courante (livre de Paris, livre avoirdupois, etc.), plus proche, elle, de la livre décimale (500 g).
- Groschen[note 2] : en français gros, d'une valeur de 12 deniers, il apparut au Tyrol en 1271 et se répandit en Europe. La France eut le gros tournois vers 1263. Le poids moyen de cette pièce d'argent était de 4,5 g et il fut suivi par le gros de Prague d'un peu moins de 4 g. Pour répondre à l'émission des florins et des ducats italiens, il fut frappé vers 1486 un Guldengroschen, c'est-à-dire, un gros florin suffisamment lourd pour valoir un florin d'or (en allemand : gulden) et qui pesait 31,9 g soit à peu de chose près, l'équivalent... d'une once.

- Joachimsthaler : apparu 32 ans plus tard, en Bohême, il pèse en moyenne 29 g d'argent.
- Reichsthaler : le thaler devient l'unité de compte de l'empire de Charles Quint et pèse 25,984 g d'argent. Le décret impérial est signé peu après à Leipzig en 1566 et prend pour référentiel le marc de Cologne de 233,856 g. On appelait Lösers les pièces d'une valeur supérieure à 1 thaler (de 1,25 à 5 thalers en moyenne) : elles sont extrêmement rares et donc recherchées[note 3].
- Thaler à croix bourguignon, frappé à partir de 1612.

Différentes formes de thalers furent alors utilisés dans de nombreux États allemands : Brême, Brunswick, Hanovre, Mecklembourg-Schwerin, Mecklembourg-Strelitz, Oldenbourg, Prusse, Saxe, Alsace, ainsi qu'en de nombreux cantons suisses. En Italie du Nord, appelé le tallero, il fut frappé en Toscane.

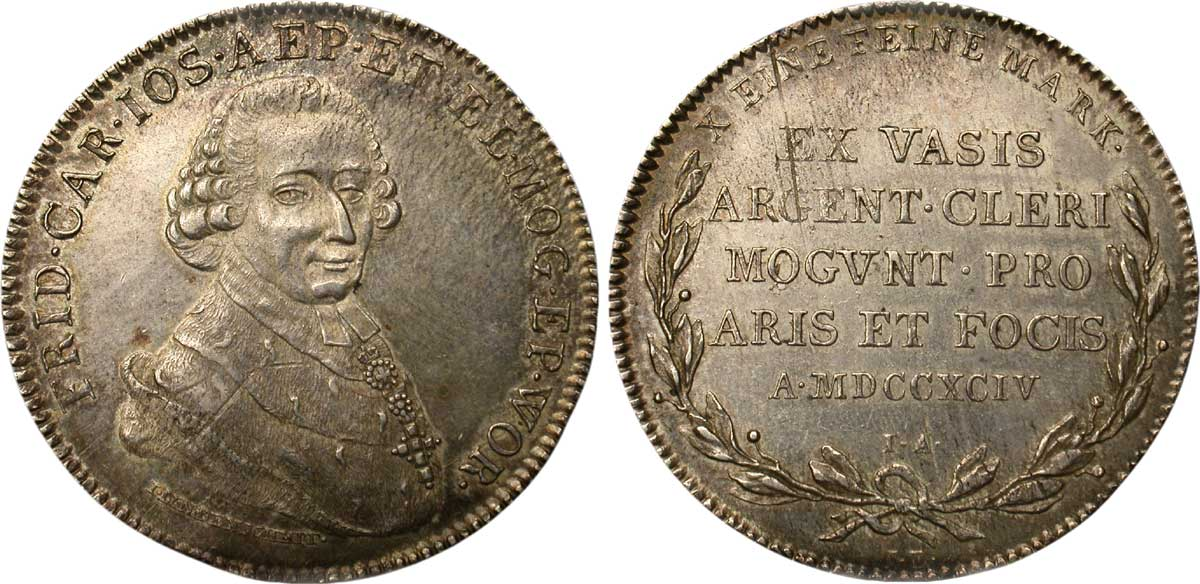
Thaler de contribution de l’archevêché de Mayence à l'effigie de Frédéric-Charles Joseph d'Erthal (1794).

- Konventionsthaler : ne vaut plus qu'1/10e du marc de Cologne soit l'équivalent de 23,385 g, il fut initié par décret impérial à Vienne le 20 septembre 1753 suivant un accord avec la Bavière. Il se répand avec succès partout dans les anciens États allemands. L'un des plus célèbres konventionsthaler fut celui dit de Marie-Thérèse d'Autriche , frappé d'abord à Vienne à partir de 1780. Cette pièce connut une grande diffusion, et jusqu'en Afrique et dans la péninsule arabique.

Dans les pays du nord de l'Europe (Pays-Bas, Prusse, etc.), il prend le nom de Kronentaler (puis Kronen, Couronne).
- Thaler prussien (en allemand : Preussenthaler), est d'abord la monnaie du royaume de Prusse dès 1701 avec ses propres spécificités, puis, après 1815, consiste en une réponse économico-financière de la Prusse à l'empire d'Autriche, qui prend forme avec le traité d'union monétaire des États allemands du nord signé en 1834 (Zollverein). Son poids est de 1/14e de marc de Cologne soit 16,70357 g, il est divisé en 24 groschen, et il fut appelé ensuite le Vereinsthaler en 1857.

Au milieu du XIXe siècle, le thaler tombe en désuétude. En effet, il est abandonné par l'Empire austro-hongrois au profit du florin tandis que  l'Allemagne adopte le mark, qui obéit au système décimal (3 marks pour 1 thaler). Il sera démonétisé en 1908. Le mot taler est employé en Allemagne jusqu'à la fin des années 1920.

### Subdivisions et surnoms
- au XVIe siècle : 1 guldengroschen = 60 kreuzer = 252 pfennig ; dans les Pays-Bas espagnols, il prend le nom de « patagon » et est divisé en 48 sols
- au XVIIe siècle : 1 reichsthaler = 2½ florins = 120 kreuzer ; dans les Provinces-Unies, 1 rijksdaalder = 50 stuivers
- au XVIIIe siècle : 1 thaler de Prusse = 24 groschen (ou grossus) = 36 mariengroschen = 48 schillings (ou poltura) = 72 kreuzer = 96 gröschel = 288 pfennig
- de 1857 à 1873 : 1 thaler de Prusse = 30 silbergroschen = 360 pfennig

### Change
- Sous Louis XV, le thaler équivaut à un écu de 6 livres, lequel est appelé en Allemagne Laubtaler.
- Vers 1830, le thaler prussien de 16,70 g se négociait à Paris entre 3,70 et 3,90 francs[6].
- le thaler s'exprime dans les États germanique du Sud en florins, à la suite de plusieurs conventions monétaires. En 1838, 1 thaler prussien vaut 1,75 florin.

## Impacts sur l'économie mondiale

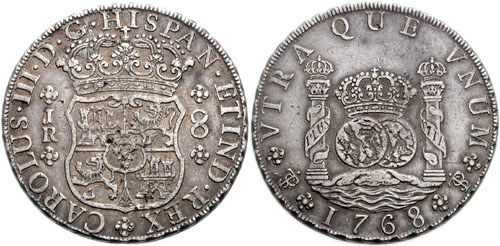
Pièce de huit réaux aux armes de Charles III d'Espagne (1768) frappée à Potosí et pesant 27,07 g d’argent.

En dehors des frontières du Saint-Empire, la première conséquence fut la création d'une pièce surnommée pièce de huit (réaux) en Espagne dès 1497 et pesant 27,468 g mais qui, fabriquée à partir des mines d'argent boliviennes puis mexicaines, servit essentiellement dans les échanges internationaux, à partir des territoires coloniaux de l'Empire espagnol. Les anglophones l'appellent Spanish dollar, appellation devenue générique pour toute pièce d'un format équivalent (27 à 29 g d’argent).
La république de Venise commence à en frapper à partir de 1578, la pièce prend le nom de ducato d'argento ou tollero.
Aux Pays-Bas, il devient le rixdale, qui fut fabriqué jusqu'en 1938 (pièce de 2,5 gulden).
En Angleterre, la pièce appelée Crown (couronne) et d'une valeur de 5 shillings (ou 1/4 de livre sterling) frappée à partir du règne d'Édouard VI (1547-1553) correspondait au format thaler.
En Russie, à partir de 1704, est frappé une pièce de 1 rouble en argent pesant un peu plus de 28 g.
En Scandinavie, au XVIIe siècle, apparait par exemple au Danemark, le guildengros d'un poids en argent équivalant, puis le rigsdaler ; même phénomène en Suède avec le riksdaler, monnaies qui circulent jusqu'en 1873-1875.
En France, l'écu d'argent (ou écu blanc) frappé dès 1640 possède les caractéristiques du thaler. Le poids de l'écu de 6 livres fut d'ailleurs plus ou moins fixé au XVIIIe siècle pour un équivalent d'environ 29,3 g.
En 1688, l'Empire ottoman émet la piastre, une grosse pièce d'argent pesant près de 20 g.
En Éthiopie, le thaler (celui de Marie-Thérèse et celui du Négus) circula jusqu'en 1945.
En 1813, Haïti créa la gourde sur la base de la pièce de huit réaux, mais en pratique, via le dollar américain qui y circulait déjà, à concurrence des écus français coloniaux.
La piastre de commerce indochinoise des années 1880-1900 est l'exacte réplique du thaler.
Le thaler donna ensuite son nom, via le rixdale (ou daalder), au Continental dollar puis au dollar américain ; par la suite, un grand nombre de monnaies modernes adopte le dénominatif dollar : par exemple, le tolar de Slovénie (tolar signifiant thaler en slovène), et qui disparut en 2006 lors de la mise en circulation de l'euro en Slovénie.
Actuellement, nulle monnaie ne porte plus le nom de thaler (ou taler).

### Au Cameroun
Chez les Vamé des Monts Mandara (Département du Mayo-Sava, Région de l’Extrême-Nord) les thalers étaient utilisés pour le paiement de la dot. Les pièces s'échangeaient à un cours moyen de 3 500 francs CFA. En 2012, cette pratique a disparu lorsque les pièces ont été acquises à prix fort par le circuit économique des marchés.

### En Suisse

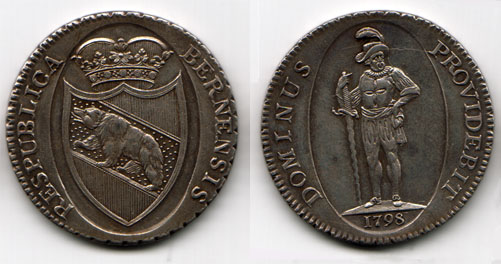
Thaler de la ville de Berne frappé en 1798.

Avant l'apparition du franc suisse en 1850, la Suisse possédait un grand nombre de monnaies cantonales différentes. Nombre d'entre elles sont fondées sur le thaler (parfois orthographié taler).
Concernant les monnaies divisionnaires, on trouve ainsi des Batzen, des Halber Batzen, des Rappen, des Kreuzer et des Pfennigs, etc., tous d'origine helvétique.

## Divers
- Dans l'objectif de réfuter la preuve ontologique de l'existence de Dieu, Emmanuel Kant évoque, non sans humour, l'« idée » de cent thalers, et l'oppose à la réalité de posséder cette somme : « Je suis plus riche avec cent thalers qu'avec leur simple concept »[9].

## Dans la culture populaire
Le terme « tale » ou « tal » est utilisé dans le milieu du rap en référence à l'argent gagné.